# 日本における装身具の歴史
日本における装身具の歴史（にほんにおけるそうしんぐのれきし）は、後期旧石器時代から1万年以上の歴史があると考えられている。装身具は、呪術的な意味を持つシンボルとして縄文時代から古墳時代にかけて広く普及し、指輪、耳飾、腕輪、首飾、足飾など、多種多様な装身具が各地の遺跡より出土している。しかし、奈良時代以降、明治時代に至るまでの約1100年間、これらの装身具は忽然と姿を消した。明治以降に海外からの文化移入という形で復活を果たした装身具は、日本の近代化思想と相俟って爆発的な普及を果たし今日に至っている。

## 古代の装身具

### 旧石器時代の装身具
後期旧石器時代の装身具の可能性のある遺物は、出土例が極めて少ないが、石や琥珀を加工した玉やペンダントとみられるものがわずかに発見されている。北海道瀬棚郡今金町ピリカ遺跡の橄欖岩製玉や、岩手県和賀郡西和賀町峠山牧場Ⅰ遺跡の滑石製装飾品、静岡県駿東郡長泉町富士石遺跡の流紋岩製装飾品などがある。線刻や穿孔をしたものがあり、富士石遺跡出土の石製装飾品は、およそ19000年前のものである可能性が指摘されている。

### 勾玉の流行

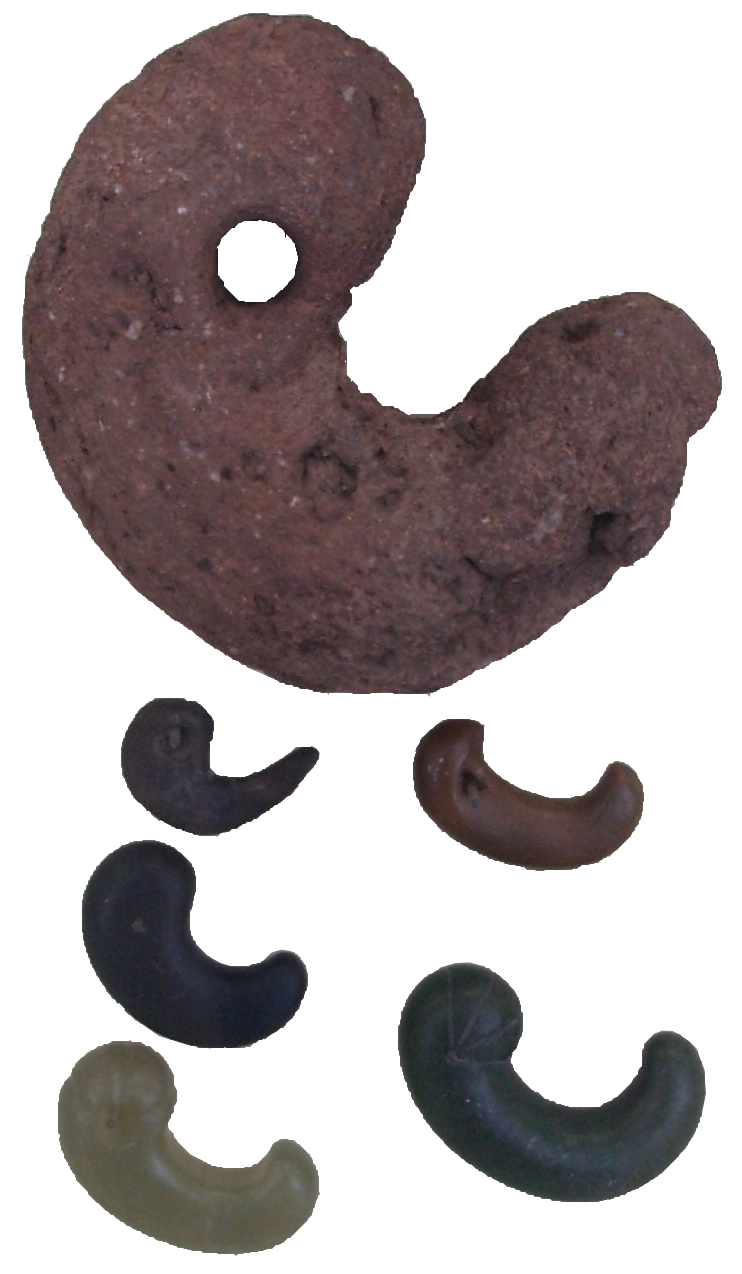
さまざまな勾玉（8世紀ごろ）

縄文時代の遺跡から出土する動物の牙やヒスイを用いた装身具の目的や用途は解明されていない点も多く、はっきりとは判っていないが、装飾的な意味合いよりも魔除や呪術的な意味合いが強く、特に動物の牙を身に着ける行為に関して国立歴史民俗博物館の春成秀爾は自著(春成 1997)の中で、「狩猟での成功を祈願した豊穣信仰の現れではないか」と推察している。また、新潟県の姫川・青海川を原産地とし、主に呪具として加工されたヒスイ製の装身具は北海道から朝鮮半島に至るまでの広範囲から出土しており、装身具が交易品として流通していた事実を示している。
ヒスイは動物の犬歯を模した勾玉として加工されたヒスイ製勾玉が特に知られており、竹と水を用いて孔を開け、アクセサリーとして身に着けた。勾玉文化は弥生時代に至るまでの東日本で広く見られ、一時的な断絶を経て古墳時代に全盛期を迎えた。材料は時代を追うごとに多様化し、碧玉、メノウ、ガラスなどの勾玉が登場している。

### 耳飾

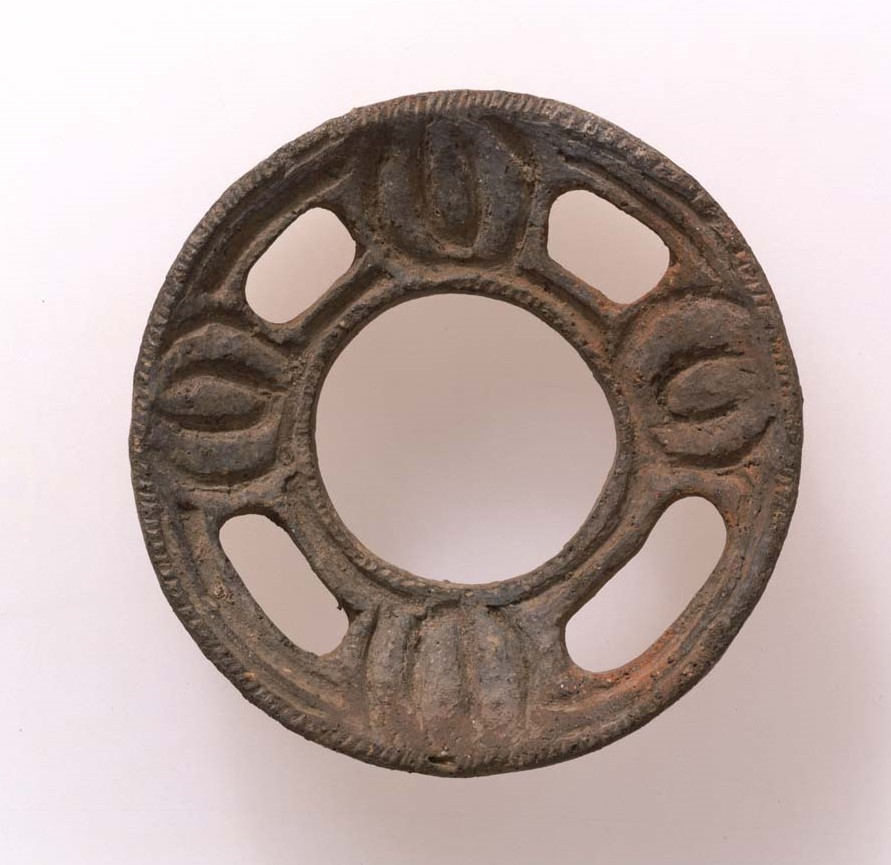
縄文時代後期から晩期の土製耳飾り（東京都あきる野市中高瀬出土、東京国立博物館所蔵）

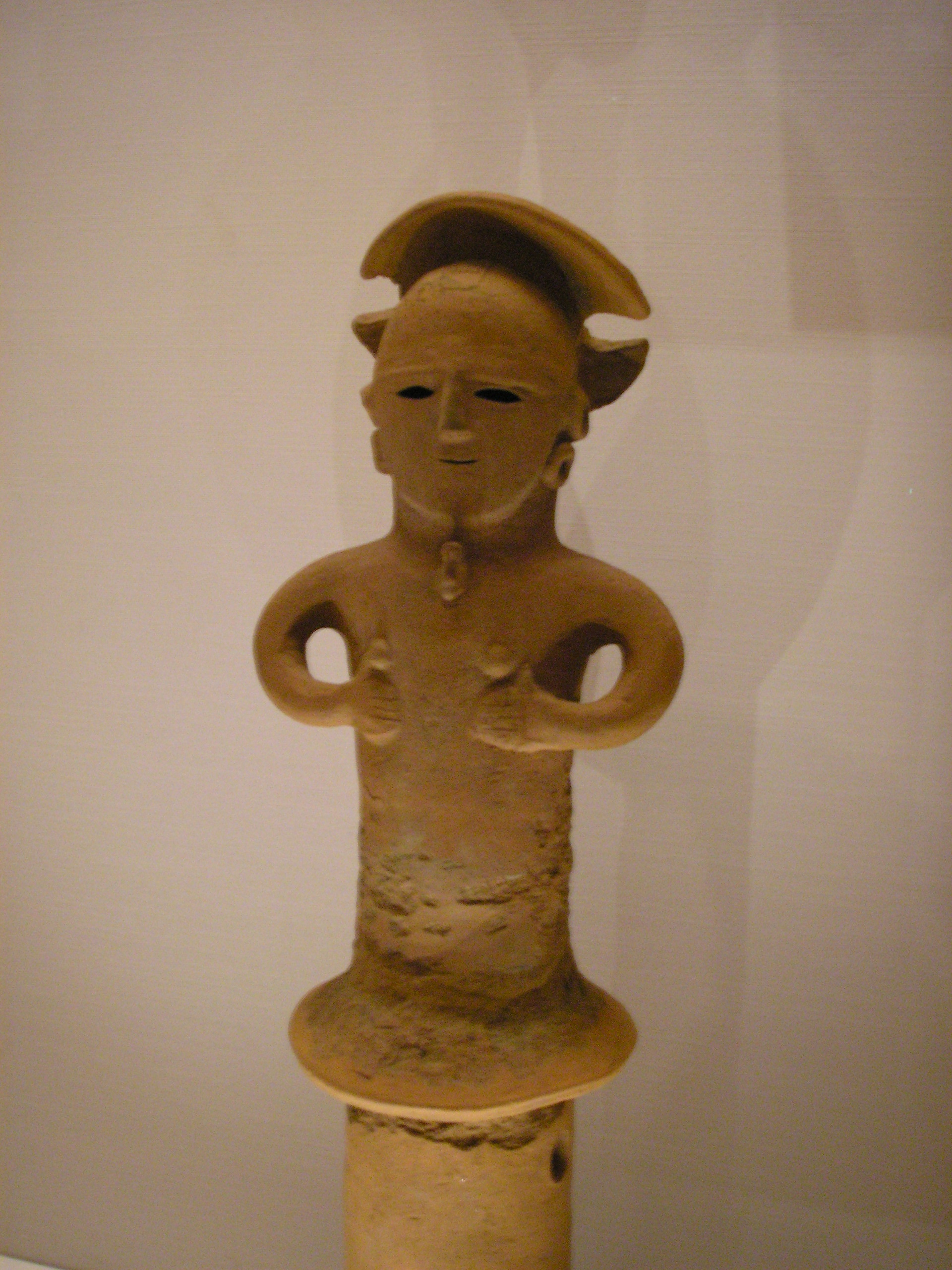
首飾や耳飾を装着した埴輪

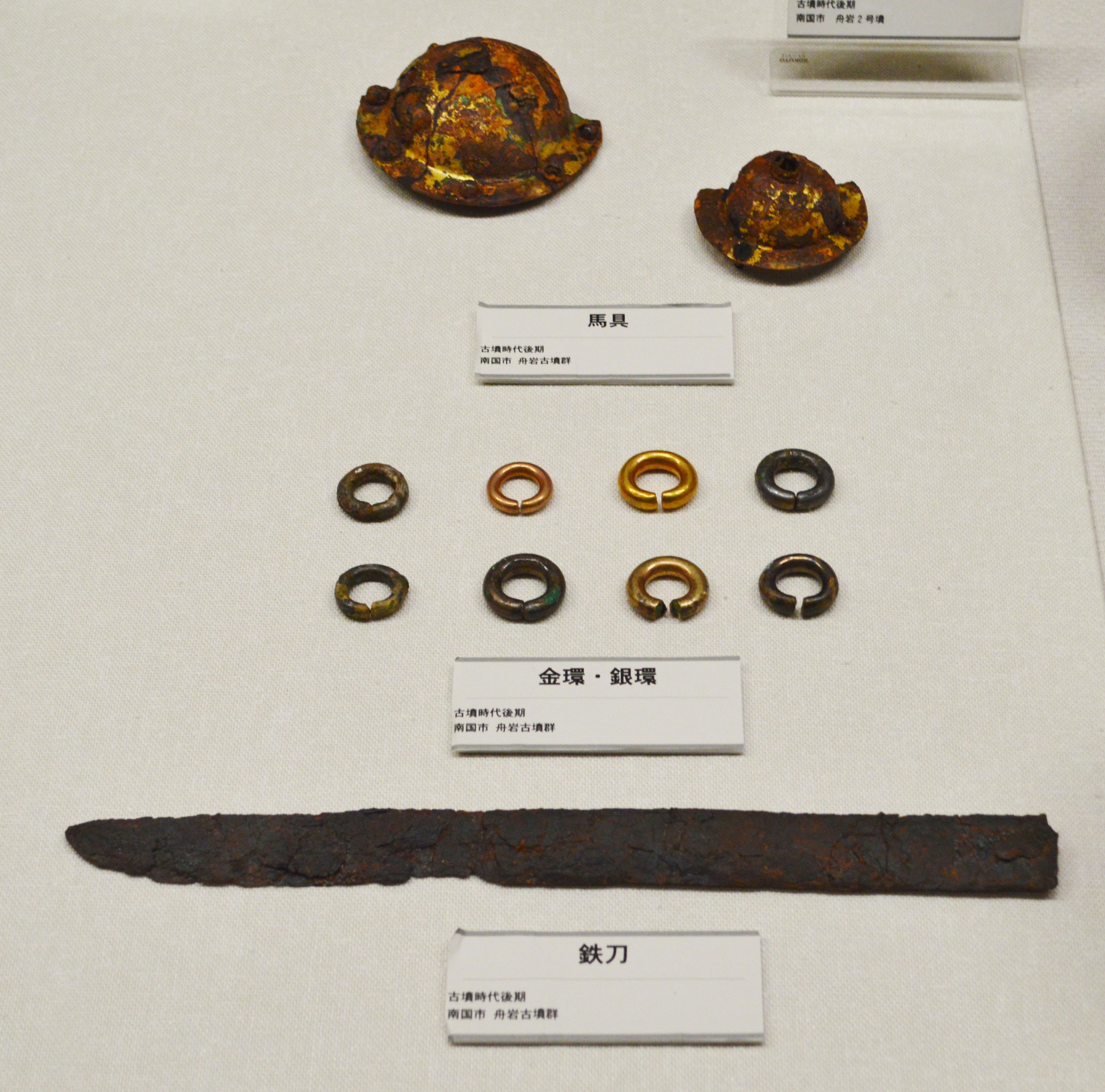
高知県南国市の舟岩古墳群出土品。中段に2列に並ぶ耳環（金環・銀環）がある。（高知県立歴史民俗資料館所蔵）

縄文時代には石を円形に刳り抜き、一部を削り取った玦状耳飾や、主に粘土で作られた栓状耳飾り（耳栓:じせん）が出土しており、主に女性の耳朶を穿孔してその孔に装着したと考えられている。これは中国との交流によって日本に移入された文化と推察され、人生の節目を自覚させるため、結婚や成人など通過儀礼の際に用いられたと指摘されている。
しかし、この風習は弥生時代に入る頃にはほとんど見られなくなる。この理由としては、高倉洋彰が『交流する弥生人』（2001年、吉川弘文館）で言及している耳朶の大きさの変化、浜本隆志が『アクセサリーが消えた日本史』（2004年、光文社新書）で言及している狩猟文化から農耕文化へと移り変わる過程でのアニミズムの変化など諸説がある。
さらに時代が移り古墳時代中期後半（5世紀半ば以降）に入ると、朝鮮半島経由で金鍍金などの金属加工技術と製品が導入され、遊牧騎馬民族（スキタイ）の影響と見られる垂れ飾りの付いた環状金属製耳飾や、垂れ飾りのない「耳環」が出現した。これらは埴輪の表現から主に貴人が装着したと見られるが、男女問わず身に着け、死後には耳に着けた状態で横穴墓などの墓へ入れられた。近藤義郎は自著『農民と耳飾り』（1983年、青木書店）で、こうした耳飾り文化は支配者階級だけでなく、一般庶民にも広く普及していた可能性があると言及している。

### 首飾

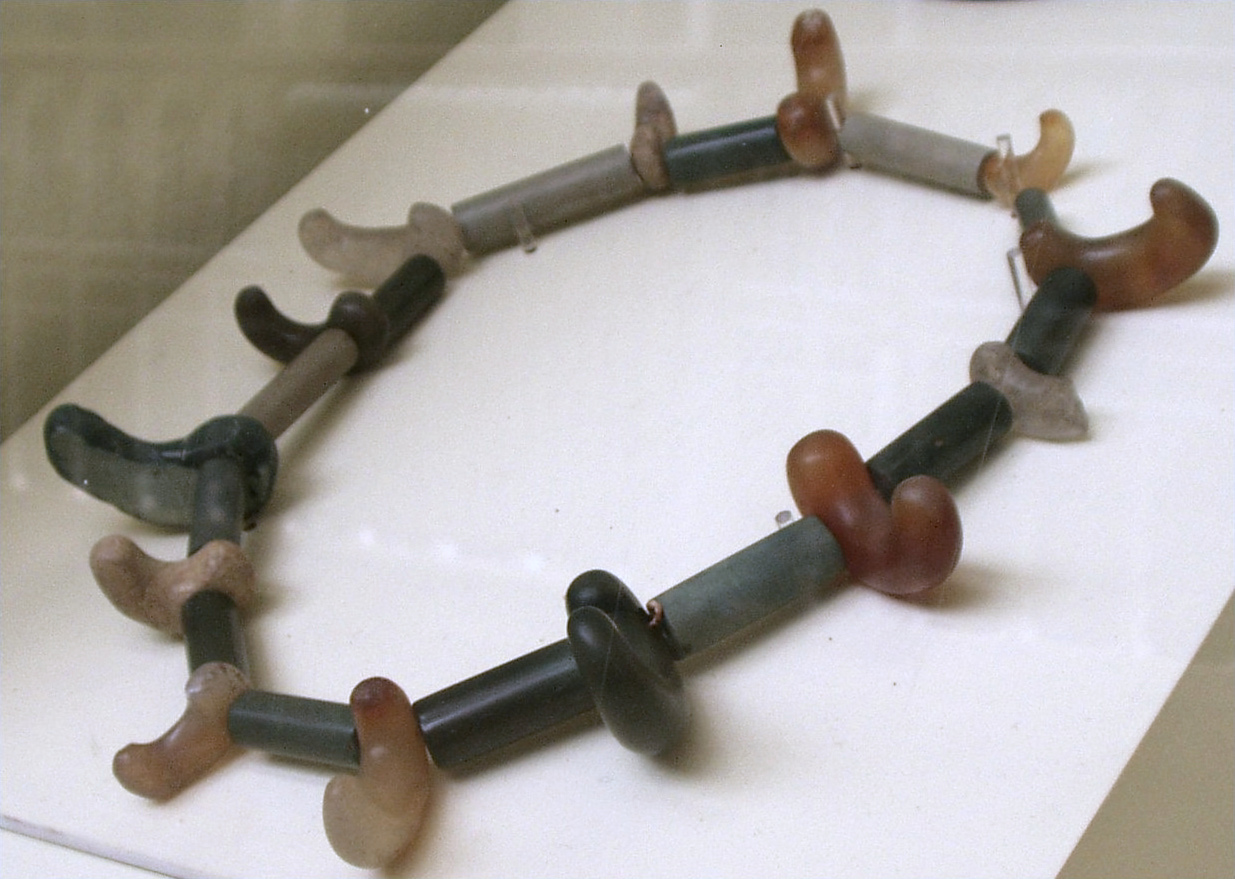
複数の勾玉と管玉で作られた首飾

首飾の出現は、先述の旧石器時代の装飾品がペンダントだとするとその年代までさかのぼる可能性があるが、耳飾と同じく縄文時代から用いられたと見られており、勾玉を連ねた首飾のほか、硬玉や動物の牙骨、貝や石などが素材として用いられた。弥生時代に入ると管玉や小さな玉を数珠状に繋げたものが多く出土するようになり、碧玉やガラスなどが好んで用いられた。古墳時代には権力者のシンボルとして祭祀などで一重または二重巻きにして装着されていたことが埴輪によって明らかになっている。

### 肢体飾
手首を飾る風習も同じく縄文時代からで、ゴホウラやイモガイなどの巻貝を素材とした腕飾（貝輪）が一般的であった。かなりの重量があり、かつ複数個の装着があったことなどから常時装着していたのではなく祭祀などで支配者階級が限定的に使用していた可能性が高い。弥生時代後期に入ると材質が青銅製のそれに変化しており、同時に石製、銅製、鉄製のものも多く見られるようになっている。また、類似した目的で足飾としても用いられている様子が埴輪などに残されており、手首や足首といった人間の弱点を護るという意味で装着されたと考えられる。こうした肢体を飾る風習は古墳時代まで続くが、それ以降は消滅している。

### 指輪
考古学界の通説では縄文時代に指輪は存在しなかったとしているが、藤田富士夫のように、研究者によっては石や硬玉による指輪加工は困難であっても、木材や木の実など、有機質の指輪が存在していた可能性に言及しているものもある。また、原田淑人は自著『古代人の化粧と装身具』（1987年、刀水書房）にて弥生時代や古墳時代に存在した指輪も大陸からの流入品で、国有のものはなかったとする説を唱えている。いずれにせよ、指輪の出土は弥生時代、古墳時代の宮城県二月田貝塚、山口県土井ヶ浜遺跡、静岡県登呂遺跡、埼玉県牛塚古墳、兵庫県新方遺跡など様々な遺跡から出土しており、その他の装身具同様にアニミズム的な意味を持つ装身具として広く用いられていたことが窺える。

### 櫛
櫛は装身具として着用された縦長のもの（縦櫛）、実用品として髪を梳くのに用いられた横長のもの（横櫛）どちらもが縄文時代から古墳時代にかけての遺跡で出土しており、広く普及していた。素材は木や動物の骨、鹿の角などが用いられ、材料から直接切り出したり、櫛の歯を1本1本組み合わせて製作したりされていた。櫛の装身文化のみが消滅することなく古墳時代以降も連綿と継承されることとなる点でその他の装身具と文化的な意味で大きな違いがある。

## 装身具の消滅

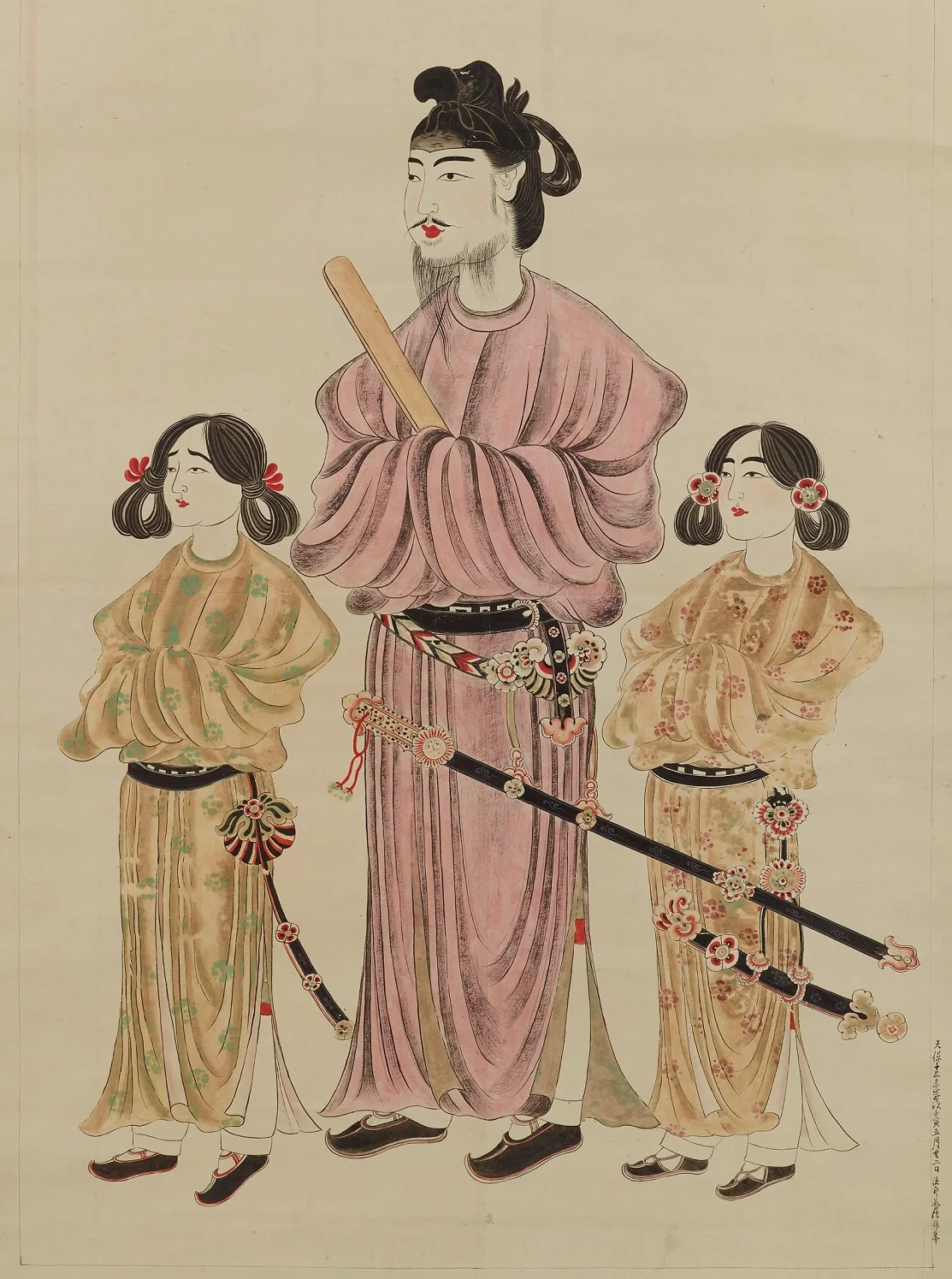
聖徳太子の肖像画。装身具は消滅している。

### 消滅の原因諸説
古墳時代後期に入ると、有力な豪族の墓からは副葬品として多くの装身具が出土しているのに対し、地方の豪族の墓からは鏡や銅剣が多く出土するなど、副葬品の内容に乖離が見られるようになった。これは、中央集権的な国家が確立する過程において、祭祀事は次第に大王が取り仕切るようになったため、地方豪族は祭祀に用いられる装身具を返上し、代わりに宝器を拝受するようになったことが原因と考えられている。やがて7世紀に入るころには、副葬品は、埴輪の消滅とともに玉類の装身具が消滅していくようになる。これらの原因としては複数の説が取り沙汰されており、明確な解明には至っていない。
- 冠位十二階制定説
603年に聖徳太子が定めた冠位十二階にて、貴族は衣服の質と色で位が表されるようになり、装身具の多寡で地位や身分を表す風習が消滅したとする説で、春成秀爾などが主張する説である[17]。
- 火葬普及説
上田正昭や巽淳一郎などが主張する説で、埋葬方法が土葬から火葬へと変化[* 5]することにより、死後に対する世界観の変化が、装身具の文化に大きな変容をもたらしたとするもの[24]。
- 着物代替説
衣服の発達により、形、色目、色彩が豊富に取り扱われるようになったことで装身具が果たしていた役割をそれらが吸収してしまったとする説で、樋口清之が自著『縁の下の日本史』（1978年、朝日ソノラマ）で主張している。

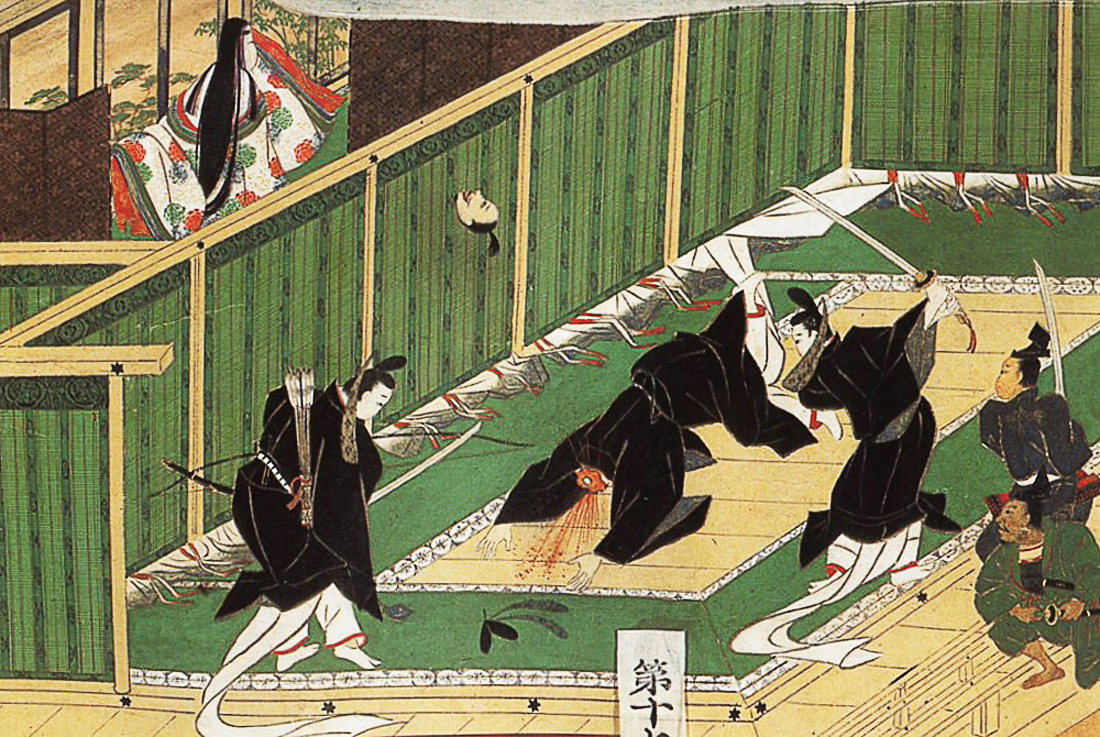
乙巳の変（多武峰縁起絵巻）

ただし、いずれの説も世界の装身具の歴史と比較検討した場合に、容易な反証が挙げられ、根拠としては薄弱である。例えば位階制度を設けた中国や、衣服や紋章で権威を誇示したヨーロッパなどでは装身具が積極的に用いられている事例を確認できるし、インドやチベットなど火葬習慣のある仏教圏の国でも装身具文化は繁栄している。

### 装身具の神格化
後期古墳時代から確認し得る事実のみに焦点を当てて歴史を追っていくならば、『旧事本紀』に出現する物部氏の十種神宝が最初期となる。ここに登場する剣、鏡、玉、比礼は当時の祭祀の中核をなす呪具とされていた。物部氏は仏教を推奨する蘇我氏に敗れ、日本は大きな宗教的な転換期を迎える。しかし、それでも疫病の蔓延や天変地異が治まることは無く、645年に起こった乙巳の変から続く大化の改新により神仏習合がおこった。これにより十種神宝は三種の神器に改められ、勾玉は天皇の権威を象徴する祭祀具となってしまった。
さらに、646年に打ち出された薄葬令により、古墳造営の禁止、埴輪、殉死の禁止、貴金属等の副葬の禁止の方針が打ち出され、需要が無くなっていくと同時に勾玉をはじめとする装身具は神格化され、一般庶民が気軽に装身具を身に着けることができないようになってしまう。ここに、古来より続いていた装身具の習俗は急速に衰えを見せ始めた。

## 装身具の無い時代

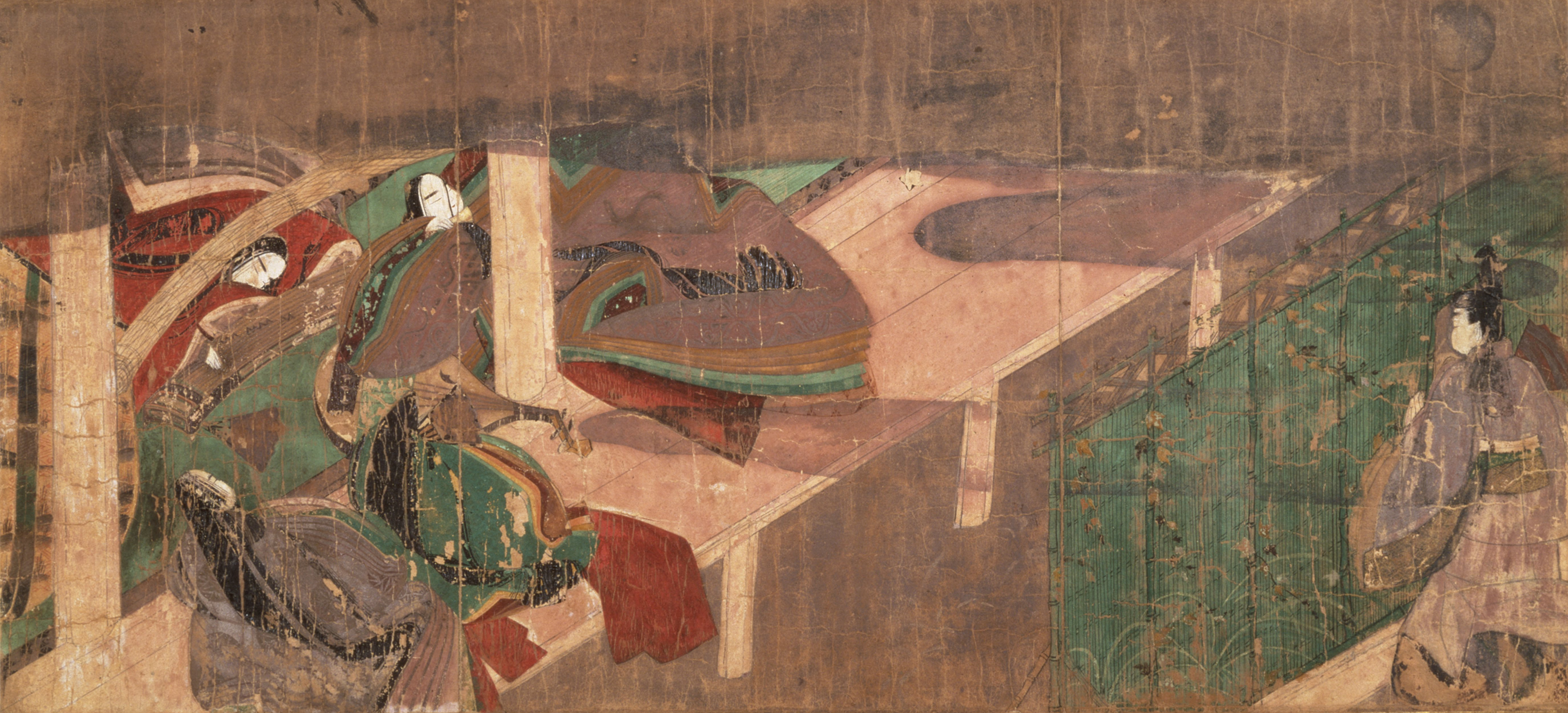
源氏物語に見られる平安時代の装束

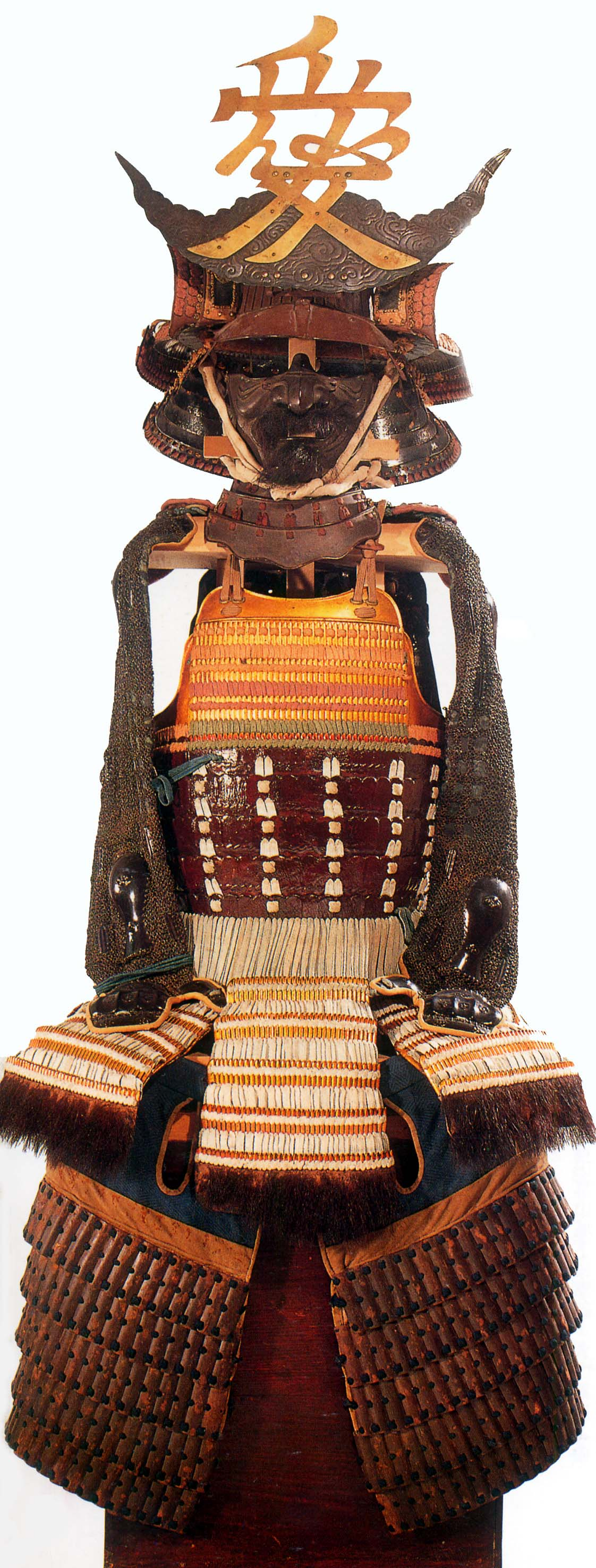
直江兼続の当世具足・金小札浅葱威二枚胴具足

### 装身具代替文化の発展
平安時代に入ると、上流階級における美意識という概念に変化が見られるようになる。奈良時代に取り入れられた唐様式の衣服は十二単へと発展し、長く垂らした黒髪とともに流麗な文化を築き上げた。同時に、何重にも重ねた重い着物や長い髪は、女性の露出部を減少させ、行動に制約をかけることとなる。こうした服飾変化が結果的に装身具の必要性を排除していったと考えられており、同時に、身を飾り付ける行為よりも色彩や香りに重点がおかれるようになった。
一方で男性の装飾対象は、刀や鎧などの武具へと移り変わった。平安時代後期から鎌倉時代にかけて次第に武士が勢力を持つようになり、実用性や機能性に富んだ日本刀の発展と同時に、権威や権力を誇示するための飾を施した宝刀が登場している。また、戦闘方式の変化によって一騎討ちが主流となってくると、鎧や兜は相手を威圧し、存在感をアピールすることを目的としたものが好まれるようになる。こうした装飾品の発展が装身具を必要としない文化形成の一因となった可能性が春成秀爾や樋口清之などの研究者らによって指摘されている。
安土桃山時代に来日したポルトガルの宣教師ルイス・フロイスは、『日欧文化比較論』のなかで「我々の間では真珠は装身具の材料に用いるが、日本では製薬のために搗き砕くより他には使用されない。また、ヨーロッパの女性がつける宝石のついた指輪なども一切つけず、金、銀で作った装身具も身に着けない」と述べ、西洋文化と日本文化の違いについて言及している。こうした空白の文化は実に江戸時代を超え、明治時代の近世に至るまで実に1100年の長きに渡って継続した。

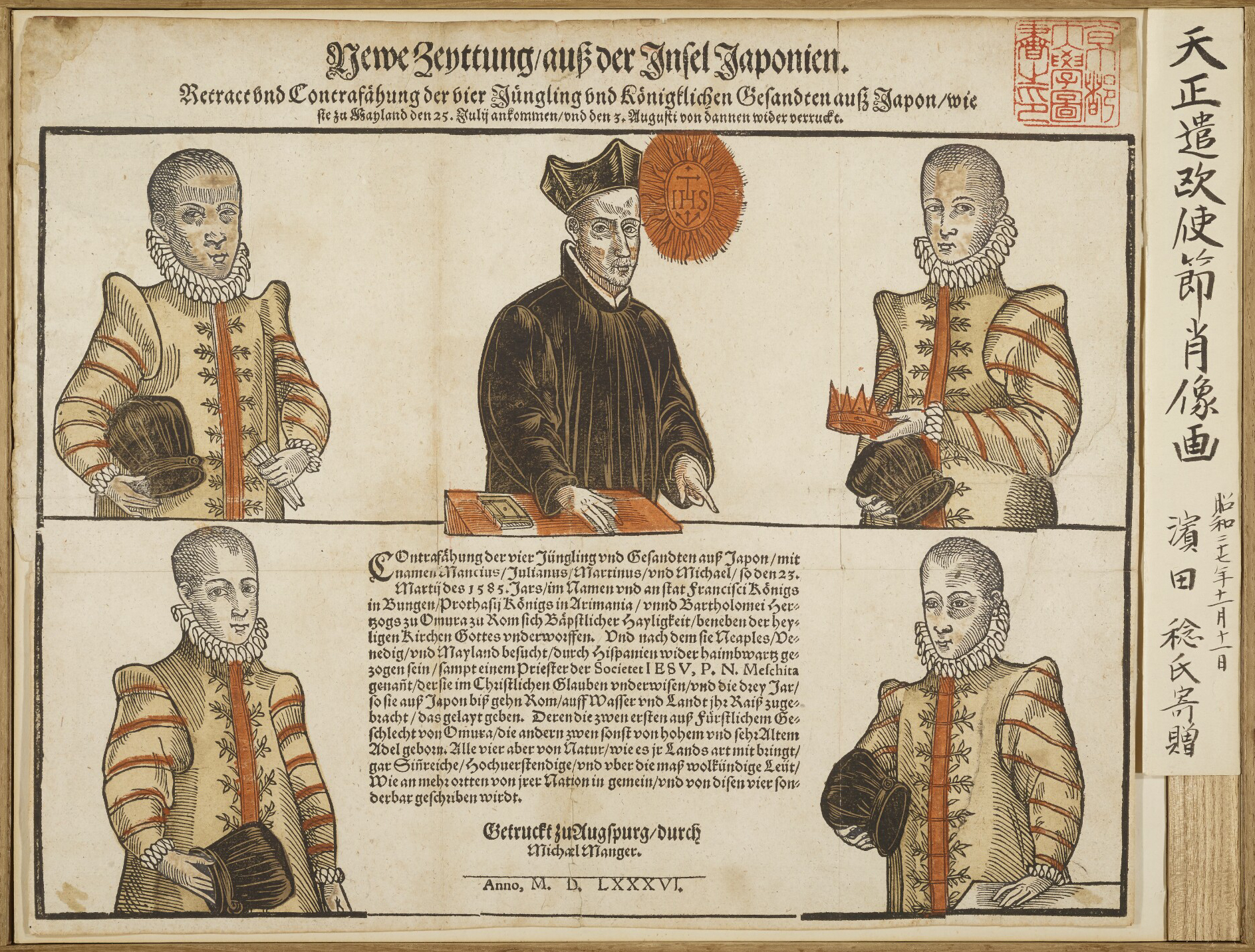
帽子や王冠を手にする天正遣欧少年使節

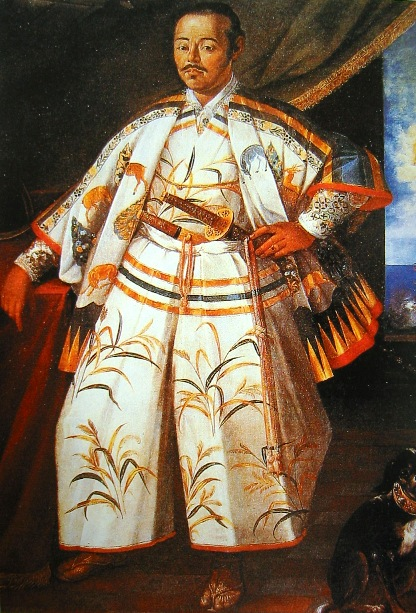
指輪をつけた支倉常長

### マイノリティとしての装身具
文化消滅の期間において、一切の装身具が消滅していたかというと、そうではない。特に南蛮貿易の発展した16世紀に、異国情緒溢れる南蛮の文化に触れた人々の間で装身具文化は持てはやされた。これらの文化はキリスト教に付随する形で移入されたことから、キリシタン大名やその関連人物にその影響を見ることができる。例えば、イタリアで描かれた天正遣欧少年使節の肖像画内の伊東マンショらは、グレゴリウス13世から下賜された王冠や帽子を手にしているし、指輪を着けた支倉常長など、装身具を身につけた肖像画が残されている例もある。
しかし、バテレン追放令などによって禁制化されたキリスト教との関連として発展した文化であったため、装身具の習俗は一般へ普及することはなかった。さらに、こうした僅かながらの装身具の広まりも、江戸時代の鎖国政策によって次第に途絶していき、ごく限られた蘭学者らによって持てはやされるのみのなってしまう。

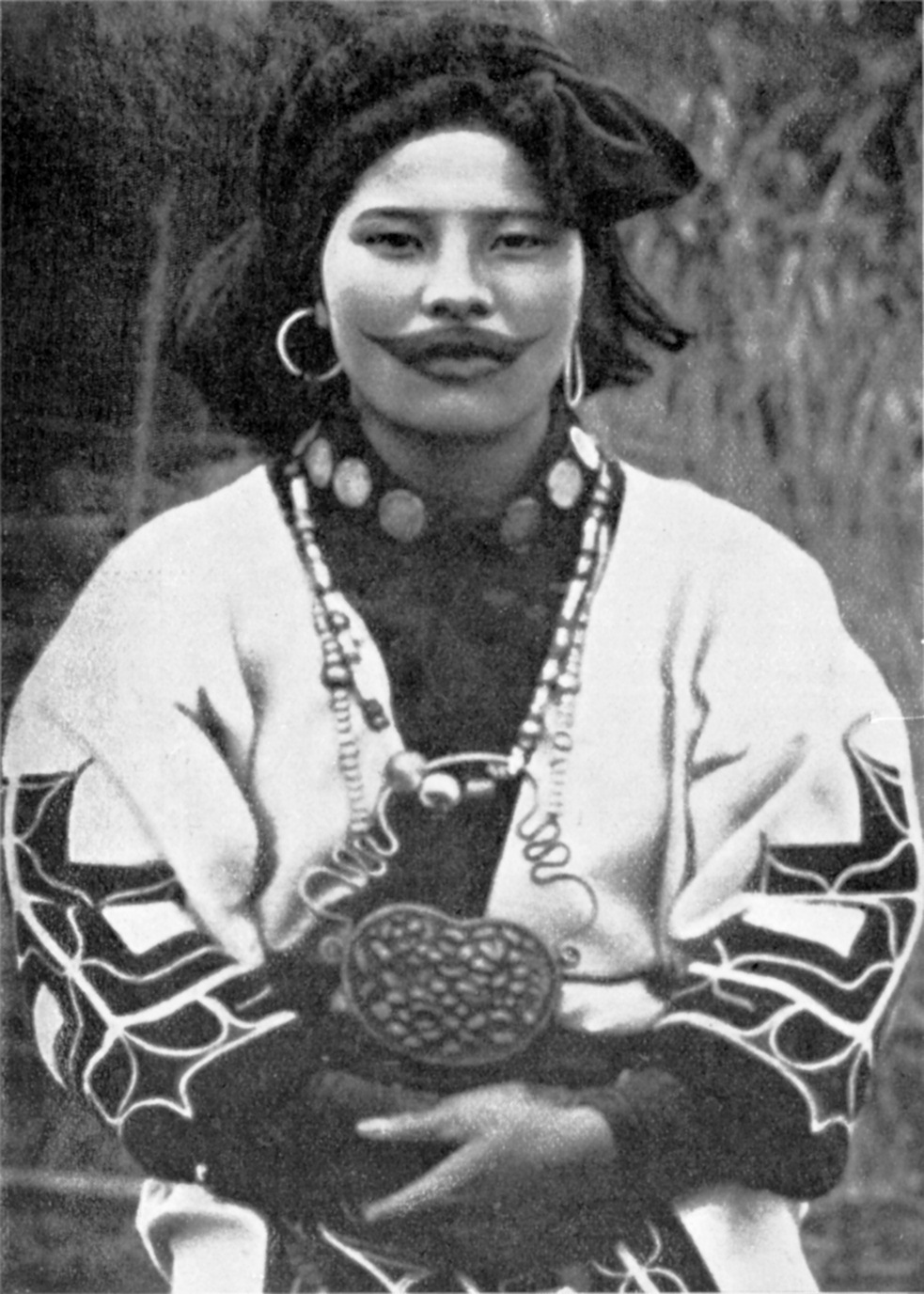
伝統的な装束のアイヌ女性。耳にニンカリ（耳輪）をつけ、首にはレクトゥンペ（首飾り）を巻き、タマサイ（ネックレス）を下げる。

一方、大和民族とは異なる文化を有するアイヌの間では、タマサイ（ネックレス）、レㇰトゥンペ（チョーカー）、ニンカリ（イヤリング）などの装身具が引き続き愛用されていた。

### 江戸時代の文化
江戸時代に入ると「粋」の概念とともに、日本独自の装飾品小物が急激な発展を見せた。根付、印籠、煙草入れ、櫛、髪飾り、簪、帯止めなどがそれで、職人たちは装飾の煌びやかさを競い合うようになり、財政的実力者たちはこれらの小物に繊細さや豪奢さを金に糸目をつけずに求めるようになった。天保の改革などに代表される奢侈禁止令により、表立った装身具として財力や権力を誇示することが困難であったため、目立たないように目立たせるという屈折した美学のもとに誕生したという文化的背景があった。
しかし、このような文化も幕末に向かうにつれ、次第に薄れて行き、西洋よりやってきたアクセサリーが受け入れられ始めるようになる。長崎を起点に侵出しはじめた文化はやがて毛利指輪など、国産の装身具を誕生させ、有閑階級の間に装身具が広く浸透する鹿鳴館時代へ突入していくこととなる。

## 現代の装身具
現在は派手なものからシンプルなものまで様々であり、ファッションとして利用されている。